# Отношения Святого Престола и России
Отношения Святого Престола и России, также Взаимоотношения Ватикана с Россией — двусторонние дипломатические отношения между Святым Престолом и Россией. Российскую Федерацию при Святом Престоле представляет дипломат в ранге чрезвычайного и полномочного посла. Противоположную сторону в России представляет Апостольский нунций — представитель понтифика в стране. Отношения между сторонами продолжаются с перерывами с 988 года, с 1990 года взаимодействие сторон стало постоянным, с 2009 года оно осуществляется на уровне посольств.

## Дореволюционная Россия
В 988 году (год крещения Руси) великий князь Киевский Владимир принял послов папы Иоанна XV. После этого послы следующего папы Григория V посещали Киевский великокняжеский двор в 991 и 1000 годах.
С середины XV века контакты папского престола и России перестали быть единичными: С 1434 по 1606 годы в Риме было составлено 29 различных писем и обращений Римских пап к Московским великим князьям и царям, а также к Лжедмитрию I, Москву регулярно посещали посланцы пап Пия V и Григория XIII.
В январе 1707 года в Рим с личным тайным письмом Петра I отправился князь Б. И. Куракин. В письме Петр высказал пожелание, чтобы папа римский не поддерживал избрание на польский престол Станислава Лещинского. 7 октября 1707 года поступил ответ Климента XI, в котором папа сообщал, что Б. И. Куракин обещал ему построить в Москве католический монастырь, а также пропустить католических миссионеров через российскую территорию в Китай и другие восточные страны.
Следующим уровнем отношений Святого Престола и Российской империи стала апостольская нунциатура Джованни Аркетти. Инициатором отношений стал Святой Престол, который начал проявлять активность в вопросе об установлении постоянных дипломатических отношений с Россией в конце XVIII века. В это время произошло значительное увеличение числа католиков, находящихся в пределах Российского государства, это было связано с разделами Польши, начатыми Екатериной II, когда в российскую юрисдикцию перешли католики, которые жили на территориях, бывших в составе Речи Посполитой. В 1783 году в Петербург в качестве посла со специальной миссией прибыл нунций в Варшаве Джованни Аркетти.
В 1797 году на коронации Павла I присутствовал легат папы архиепископ Лоренцо Литта. Римский прелат попытался придать своей миссии постоянный характер. Однако два года спустя Литта был выслан из страны, поскольку Павлу I стало известно, что папа Пий VI считает его избрание великим магистром Мальтийского ордена незаконным.
В 1801 году Александр I открыл постоянное представительство при Святом Престоле во главе с поверенным в делах итальянским графом Кассини. Папа римский предложил считать своим поверенным в делах аббата Джованни Бенвенути, находившегося в течение продолжительного времени в России. На следующий год император Александр I разрешил папскому дипломату Томмазо Ареццо кратковременное пребывание в Петербурге, но только в качестве представителя Папского государства, а не Святого Престола.
В 1816 году уровень главы представительства в Папском государстве был поднят до посланника, которым стал А. Я. Италинский.

В декабре 1845 года Папа Григорий XVI впервые принял на аудиенции императора России — Николая I. 

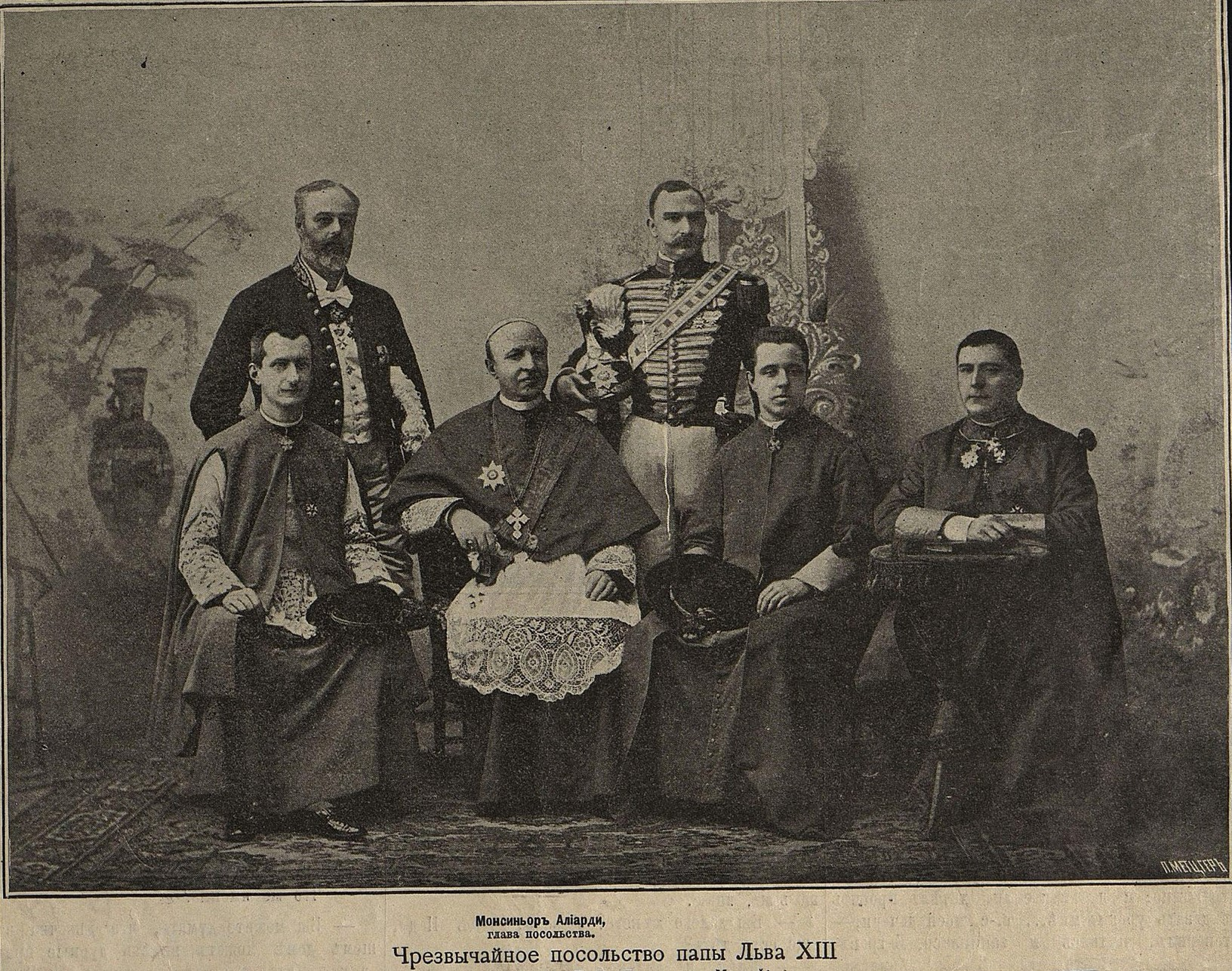
Россия. Чрезвычайное посольство папы Льва XIII (глава монсеньор Алиарди). Конец XIX в.

В 40-х годах XIX века российское правительство начало со Святым Престолом переговоры, которые увенчались заключением в 1847 году конкордата между Святым Престолом и Россией. Конкордат, помимо прочего, зафиксировал епархиальную структуру Католической церкви в России. Конкордат был разорван в 1866 году после подавления Польского восстания 1863 года и выступления папы Пия IX в защиту католиков Российской империи. Последующие годы привели к нормализации отношений, однако конкордат так и не был возобновлён.
Тем не менее, российские официальные представители в качестве «дипломатических наблюдателей» остались в Риме. Лишь по прошествии двух десятилетий, в 1883 году, Александр III направил своего представителя в Рим с «неофициальной» миссией. Год спустя она завершилась учреждением постоянного дипломатического представительства Российской императорской миссии при Святом Престоле во главе с чрезвычайным и полномочным посланником А. П. Извольским. Одновременно были возобновлены переговоры об открытии в Санкт-Петербурге постоянной апостольской нунциатуры.
Дипломатические отношения восстанавливаются лишь после вступления на престол Николая II.
Смерть папы Льва XIII в 1903 году, сторонника развития отношений с Россией, прервала этот многообещающий диалог. Отношения обострились; Николай II стал единственным монархом, находящимся в дипломатических сношениях с папой и не обменивающимся с ним поздравлениями, хотя бы по случаю Нового года.

## Отношения в советский период

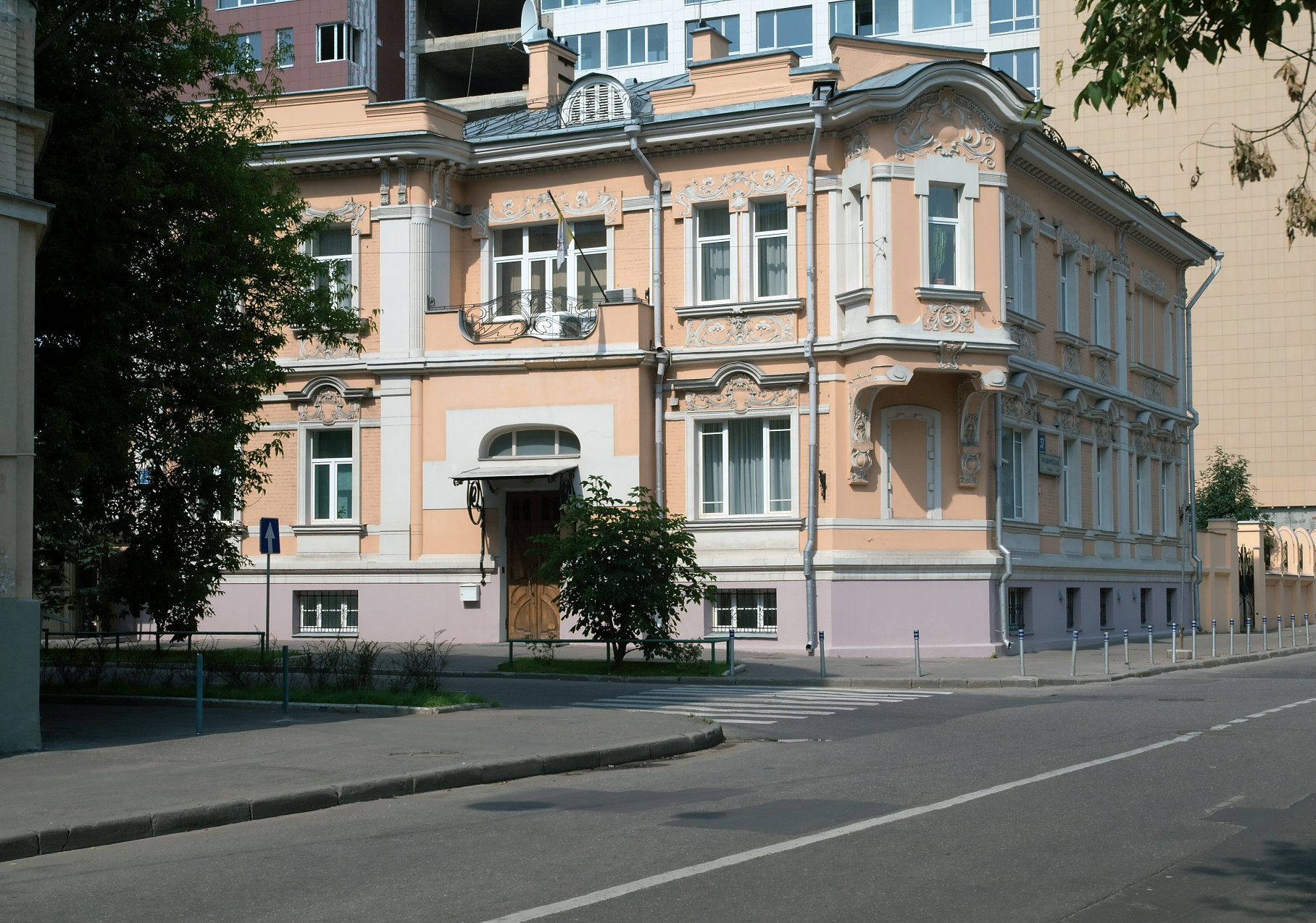
Здание апостольской нунциатуры в Москве

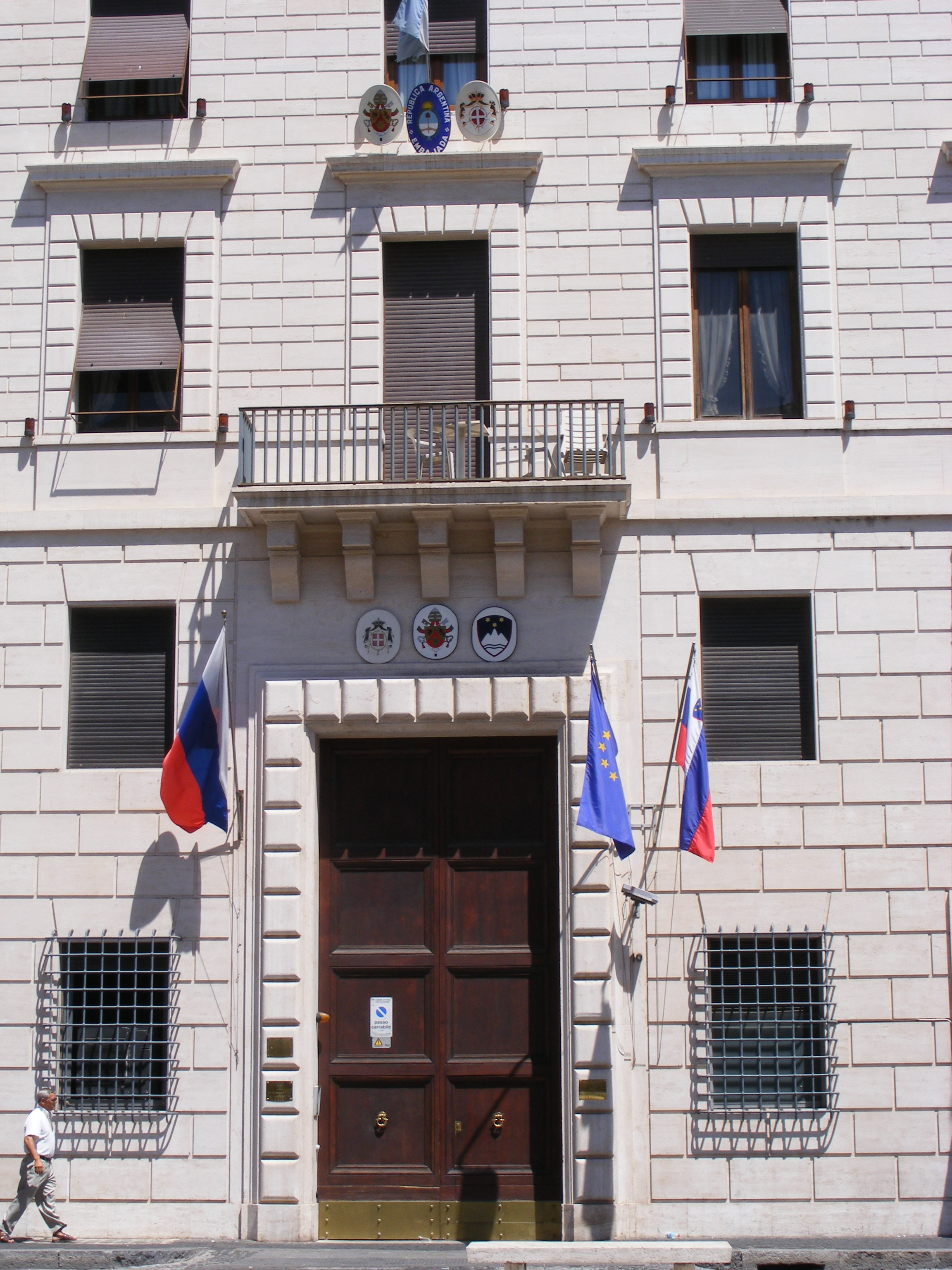
Здание посольства России в Ватикане (территориально расположено в Риме)

После Октябрьской революции 1917 года первым официальным соглашением России с Ватиканом было соглашение о помощи Ватикана голодающим Поволжья, подписанное советским представителем в Италии В. В. Воровским и государственным секретарем Ватикана кардиналом Гаспарри 12 марта 1922 г. Однако многочисленные контакты между представителями Ватикана и советскими официальными лицами также не привели к установлению дипломатических отношений.
В последующем отношения между СССР и Ватиканом развивались неравномерно под сильным воздействием идеологических мотивов обеих сторон. Редкие официальные контакты носили спорадический характер.
В период после Второй мировой войны были предприняты попытки нормализовать отношения с Ватиканом.
Важным мировым событием стало проведение в 1962 году Второго Ватиканского собора, куда делегация Русской православной церкви была отправлена по политической воле руководителей советского государства.
В переговорах, начатых в 1963 году, с санкции Н. С. Хрущёва и при посредничестве главы правительства Италии Аминторе Фанфани, участвовали посол СССР в Риме С. П. Козырев и глава ватиканской комиссии по вопросам христианского единства кардинал Августин Беа.
В 1965 году впервые в советской истории министр иностранных дел А. А. Громыко встретился с папой Павлом VI, а в 1967 году Председатель Президиума Верховного Совета Н. В. Подгорный посетил Ватикан. Эти встречи способствовали установлению постоянных контактов между представителями Ватикана и СССР.
На качественно новый уровень поднялись отношения с Ватиканом в ходе перестройки. В 1988 года кардинал Казароли посетил Москву по случаю празднования 1000-летия Крещения Руси и был принят Генеральным секретарём ЦК КПСС, Председателем Президиума ВС СССР М. С. Горбачёвым. Сам римский папа Иоанн Павел II выражал желание приехать в Советский Союз, но отсутствие приглашения Русской православной церкви не позволило ему посетить СССР.
В августе 1989 года в рамках подготовки встречи ответного визита М. С. Горбачёва в Ватикан в папской резиденции Кастель-Гандольфо прошла встреча личного представителя Министра иностранных дел СССР Э. А. Шеварднадзе Ю. Е. Карлова с папой Иоанном Павлом II.
Визит Михаила Горбачёва и личная встреча с римским папой Иоанном Павлом II состоялись в декабре того же года в Ватикане, на этой встрече стороны приняли решение об установлении официальных отношений на постоянной основе. В качестве представителя СССР в Ватикане была рассмотрена кандидатура Юрия Карлова, который в этом регионе занимался дипломатической деятельностью более 20 лет.
В марте 1990 года СССР и Ватикан установили официальные дипломатические отношения на уровне постоянных представительств, при Святом Престоле был аккредитован Ю. Е. Карлов, первый официальный представитель СССР в ранге Чрезвычайного и Полномочного посла. В Москву прибыл апостольский нунций Ф. Коласуонно со специальными полномочиями.

## После распада СССР

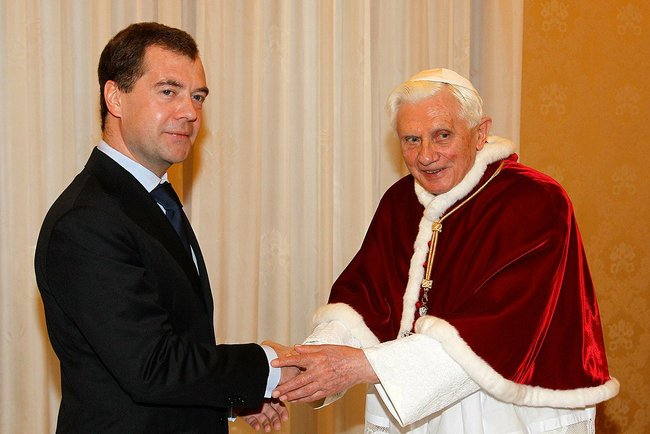
Папа Римский Бенедикт XVI с Президентом России Дмитрием Медведевым, февраль 2011 года

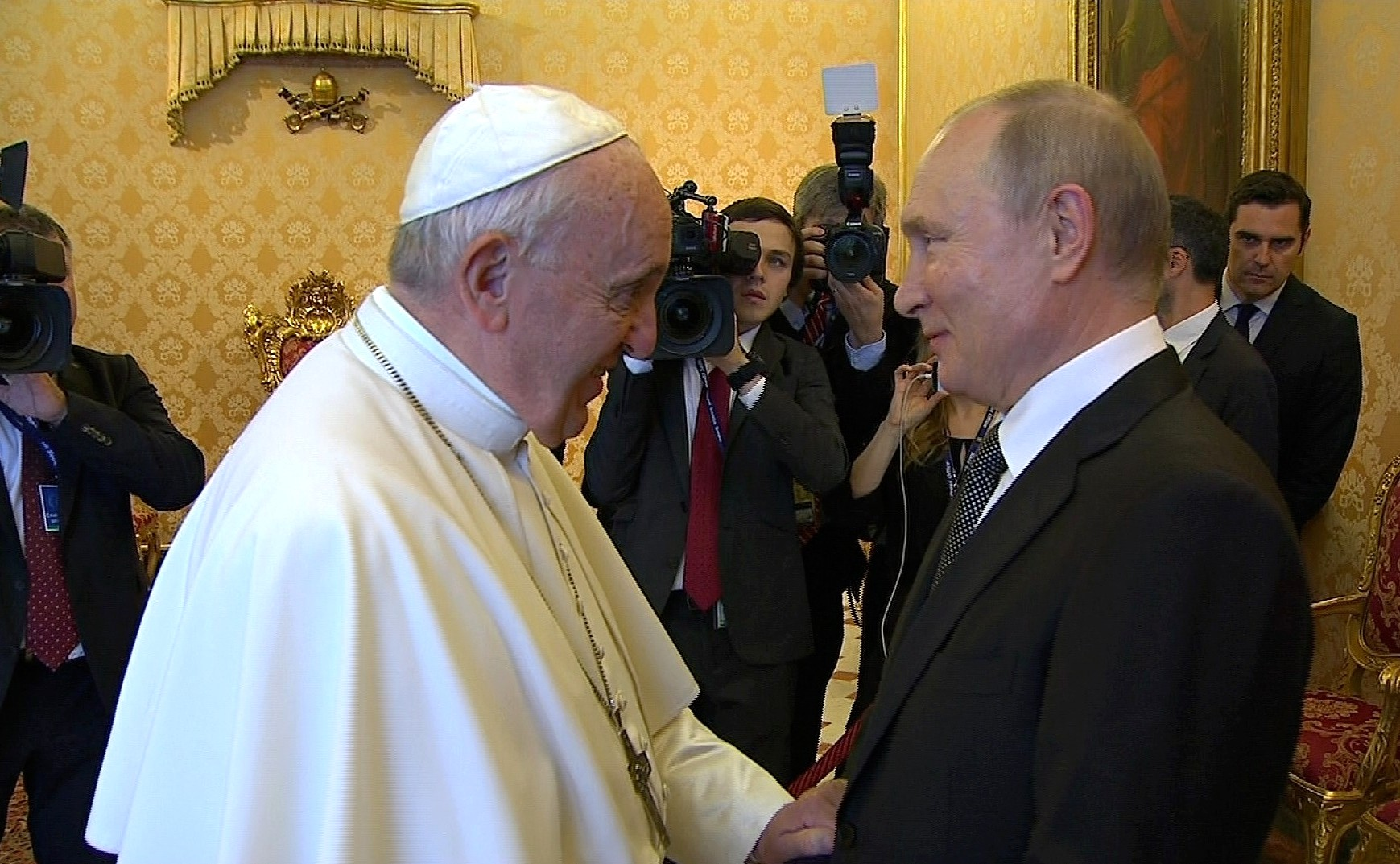
Папа Римский Франциск с Президентом России Владимиром Путиным,
июль 2019 года

В январе 1992 года Ватикан признал Россию в качестве правопреемницы СССР и установил с ней отношения также на уровне постоянных представительств. По воспоминаниям посла Юрия Карлова после смены государственного строя перед посольством ставилась задача оценить использовать возможности Ватикана для формирования вокруг новой России атмосферы доверия, не содержащей прежних идеологических установок. Со своей стороны, Ватикан также был заинтересован в укреплении взаимопонимания с Россией, это отвечало политической линии на больший плюрализм в мировой политике и на гуманизацию международных отношений. Кроме этого, на фактор взаимоотношений влияло создание СНГ, охватившего большую часть постсоветского пространства: необходимо было проводить тонкую политику для того, чтобы не дать односторонних политических или пропагандистских выгод новым государствам.
После распада СССР Б. Н. Ельцин дважды (в 1991 и в 1998 годах) встречался с Иоанном Павлом II. В 2000 году состоялась встреча Президента Российской Федерации В. В. Путина с папой римским. Таким образом, впервые в истории официальные отношения между Россией и Ватиканом обрели постоянный и симметричный характер.
В начале декабря 2009 года Президент России Дмитрий Медведев совершил краткий рабочий визит в Ватикан, в ходе поездки президент побывал на аудиенции у Папы Римского Бенедикта XVI. По итогам встречи Дмитрий Медведев поручил установить полноценные дипломатические отношения между Российской Федерацией и Святым Престолом.
9 декабря 2009 года Российская Федерация и Ватикан обменялись нотами об установлении дипломатических отношений на уровне посольств (с марта 1990 года отношения осуществлялись на уровне постоянных представительств).
17 марта 2010 года было подписано распоряжение Правительства Российской Федерации о преобразовании Представительства Российской Федерации в Ватикане в Посольство Российской Федерации в Ватикане.
14 марта 2013 года президент России Владимир Путин направил поздравление Папе Римскому Франциску в связи с его избранием
«Убеждён, что конструктивное взаимодействие между Россией и Ватиканом будет и далее успешно развиваться на основе объединяющих нас христианских ценностей.»
«Желаю Вам, Ваше Святейшество, доброго здоровья, благополучия и плодотворной деятельности по укреплению мира, продвижению межцивилизационного и межрелигиозного диалога»

## Современное состояние
Святой Престол представлен аккредитованным Апостольским нунцием в Москве. Российская Федерация представлена чрезвычайным и полномочным послом в Ватикане. По данным на 2020 год ими являются А. А. Авдеев, пост апостольского нунция вакантен.